# 马乌戈热塔·霍武布-科瓦利克
马乌戈热塔·霍武布-科瓦利克（波蘭語：Małgorzata Hołub-Kowalik，波兰语发音：[maw.ɡɔˈʐa.ta ˈxɔ.wup kɔˈva.lik]；1992年10月30日—）是一名专长于400米赛跑的波兰短跑运动员。她代表她的国家参加两届室外及两届室内世界田径锦标赛并在2016年世界室内田径锦标赛上赢得一枚银牌。她也曾获得2019年世界田径锦标赛女子4×400米接力银牌。